# Diferenciální rovnice
Diferenciální rovnice jsou matematické funkcionální rovnice, v nichž jako neznámé vystupují funkce a dále se tam vyskytují i jejich derivace. Diferenciální rovnice stojí v základech fyziky a matematického modelování a jejich aplikace najdeme ve většině oblastí lidského vědění.
Matematická teorie diferenciálních rovnic se zabývá existencí řešení, jednoznačností (čili zda je řešení jen jedno), závislostí řešení na počátečních a okrajových podmínkách a prodlužitelností (maximální interval existence řešení). Ve fyzice a dalších aplikacích je zajímavé zejména získání analytického řešení. V technických aplikacích je zpravidla nalezení analytického řešení nemožné či neúměrně složité a v takovém případě je možné použít numerické řešení diferenciálních rovnic.

## Typy diferenciálních rovnic
Základní dělení diferenciálních rovnic je podle typu obsažených derivací.
- Obyčejné diferenciální rovnice (ODR) jsou rovnice, kde hledaná funkce je funkce jedné proměnné a rovnice obsahují derivace funkce jedné proměnné.
- Parciální diferenciální rovnice (PDR) jsou rovnice, kde hledaná funkce je funkce více proměnných a v rovnicích vystupují parciální derivace této funkce.

Pokud je dáno {\displaystyle m} diferenciálních rovnic pro {\displaystyle n} neznámých funkcí, pak hovoříme o soustavě diferenciálních rovnic.
Řád diferenciální rovnice je řád nejvyšší derivace, která je v ní obsažená. Za řád soustavy diferenciálních rovnic považujeme hodnotu nejvyšší derivace, která se v soustavě vyskytuje. Podle řádu bývají diferenciální rovnice děleny na diferenciální rovnice prvního řádu a diferenciální rovnice vyšších řádů.
Diferenciální rovnice, v nichž se hledaná funkce vyskytuje pouze lineárně, přičemž se nikde nevyskytují ani součiny hledané funkce s jejími derivacemi, ani součiny derivací této funkce, označujeme jako lineární diferenciální rovnice. Pokud jedna z uvedených podmínek není splněna, hovoříme o nelineárních diferenciálních rovnicích.
Diferenciální rovnice řádu vyššího než prvního lze transformovat do soustavy diferenciálních rovnic prvního řádu, ve kterém je počet rovnic roven řádu původní diferenciální rovnice.
Ne každá rovnice obsahující derivace neznámé funkce je diferenciální rovnicí. Například funkcionální rovnice {\displaystyle f'(x)=f(f(x))} není diferenciální rovnice.
Pořadí derivací v rovnici může být odlišné (formálně není ničím omezeno). Derivace, funkce, nezávislé proměnné a parametry mohou vstupovat do rovnice v různých kombinacích nebo mohou úplně chybět, s výjimkou alespoň jedné derivace.

## Řešení rovnice
Za řešení (integrál) diferenciální rovnice (v daném oboru) považujeme každou funkci, která má příslušné derivace a vyhovuje dané diferenciální rovnici. Řešením (integrálem) soustavy diferenciálních rovnic je množina funkcí s derivacemi potřebného řádu, které vyhovují všem rovnicím dané soustavy.
Řešení diferenciálních rovnic dělíme na
- obecné – Jako obecné řešení označujeme takové řešení diferenciální rovnice, které obsahuje libovolnou integrační konstantu. Přiřadíme-li každé konstantě obecného řešení určitou číselnou hodnotu, získáme řešení partikulární.
- partikulární (částečné) – Partikulární (částečné) řešení je řešení diferenciální rovnice, které získáme přiřazením určité číselné hodnoty každé integrační konstantě obecného řešení.
- singulární (výjimečné) – Některá řešení nelze získat z obecného řešení. Taková řešení, která se vyskytují pouze u některých rovnic, popř. v některých bodech oboru, označujeme jako singulární nebo výjimečná.
- homogenní

Partikulární řešení můžeme v případě jednoduchých diferenciálních rovnic vypočítat analyticky. Nicméně ve velkém množství případů je analytické řešení příliš obtížné a diferenciální rovnice se řeší numericky.

## Příklad
Stojí-li v místnosti sklenice s horkým čajem (který pro jednoduchost pokládejme za teplotně homogenní), ubývá z ní teplo rychlostí, kterou pro jednoduchost pokládejme za přímo úměrnou rozdílu mezi teplotou čaje {\displaystyle T} a teplotou v místnosti {\displaystyle T_{m}} (kterou pro jednoduchost pokládejme za konstantní). Koeficient této úměrnosti značme {\displaystyle k}, kde z fyzikálnich důvodů {\displaystyle k>0}. Máme tedy diferenciální rovnici{\displaystyle {\frac {\mathrm {d} T}{\mathrm {d} t}}=k(T_{m}-T)}a chceme najít všechny funkce {\displaystyle T(t)} (závislost teploty na čase), které ji splňují.
Tato rovnice je tedy podle výše uvedené klasifikace obyčejná lineární diferenciální rovnice 1. řádu.

### Řešení příkladu
Lineární rovnice jsou nejjednodušší a řeší se standardními metodami, zde si ukážeme jinou metodu tzv. separace proměnných, vhodnou i pro některé nelineární rovnice.
{\displaystyle \mathrm {d} T} je diferenciál, tedy funkce dvou proměnných {\displaystyle \mathrm {d} T(t,\mathrm {d} t)=T'(t)\mathrm {d} t\,\!}. Díky tomu lze uvedenou rovnici upravit:{\displaystyle \mathrm {d} T=-k(T-T_{m})\mathrm {d} t\,\!}{\displaystyle {\frac {\mathrm {d} T}{T-T_{m}}}=-k\mathrm {d} t\,\!}
Strany rovnice se rovnají, právě když se rovnají jejich neurčité integrály
{\displaystyle \int {\frac {1}{T-T_{0}}}\,\mathrm {d} T=-\,\int k\,\mathrm {d} t\,\!}
Vypočtením těchto integrálů obdržíme{\displaystyle \ln |T-T_{m}|=c-kt\,\!}
(integrační konstantu značíme {\displaystyle c\,}).
Strany se rovnají, právě když se rovnají jejich exponenciály. Pro názornost předpokládejme {\displaystyle T>T_{m}}:{\displaystyle e^{\ln(T-T_{m})}=e^{c-kt}\,\!}
To lze upravit na{\displaystyle T=T_{m}\,+\,e^{c}\,\,e^{-kt}\,\!}
Tato diferenciální rovnice má tedy nekonečně mnoho řešení, přičemž různé hodnoty c odpovídají různým funkcím T(t), které popisují chladnutí čaje s různou počáteční teplotou. To nahlédneme po dosazení {\displaystyle t=0},
{\displaystyle T_{0}=T(0)=T_{m}\,+\,e^{c}\,\,e^{-k.0}=T_{m}+e^{c}\,\!}
takže lze psát
{\displaystyle T(t)=T_{m}\,+\,(T_{0}-T_{m})\,\,e^{-kt}\,\!}
Obecné řešení tedy závisí na počáteční podmínce, tj. počáteční hodnotě teploty a exponenciálně se blíží s rostoucím časem k teplotě místnosti. (Stejné řešení vyjde i pro počáteční teplotu menší nebo rovnou teplotě místnosti).

## Software
- ExpressionsinBar
- Maple:[1] dsolve
- SageMath[2]
- Xcas:[3] desolve(y'=k*y,y)